# 托勒站
托勒站位于青海省海晏县托勒蒙古族乡，是青藏铁路的一座车站，距离西宁站143公里，于1972年启用，现由青藏铁路公司营运。车站现为四等站，承担货运业务。